# Záhadný vzorec
Záhadný vzorec (v originále The Formula) je americký kriminální politický thriller, natočený roku 1980 režisérem Johnem G. Avildesenem, držitelem Oscara za nejlepší režii za snímek Rocky I z roku 1976. Ve filmu si zahráli George C. Scott, Marlon Brando, John Gielgud, Richard Lynch a další. Scénář napsal producent snímku Steve Shagan podle vlastní knižní předlohy.

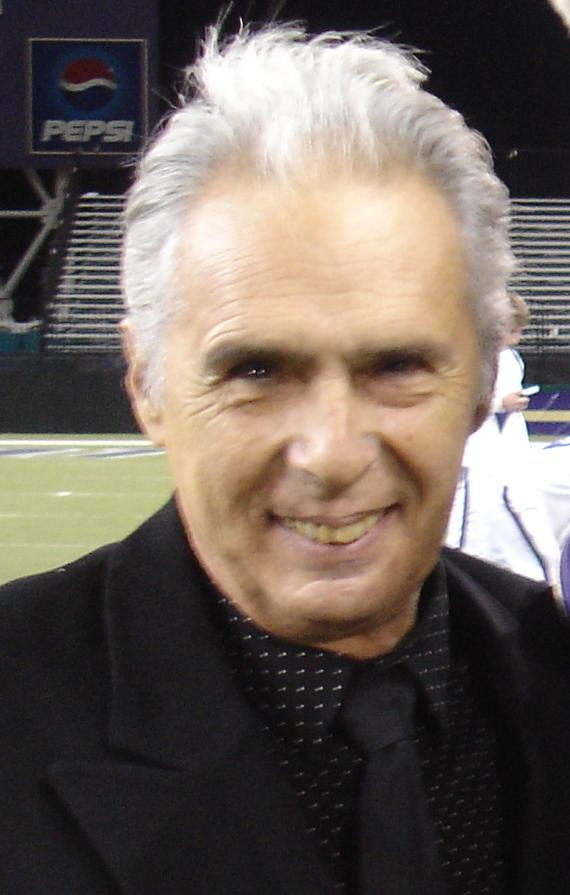
Skladatel hudby Bill Conti

Hudbu k filmu složil Avildsenův Oscarový dvorní skladatel Bill Conti ( série Rocky, trilogie Karate Kid, Aféra Thomase Crowna, Inferno, 8 sekund, Dobrodružství Hucka Finna, Kriminál, Vládci vesmíru…).
Snímku se dostalo velmi zvláštního přijetí. Měl neuspokojivé tržby, byl nominován na několik Zlatých malin (např. za nejhorší režii, scénář, herce ve vedlejší roli a další), zároveň byl však nominován na Oscara za nejlepší kameru.

## Hodnocení
Snímku se dostalo spíše lepšímu přijetí, na Čsfd má film 70% (93 hodnocení). Na ostatních velkých filmových portálech má podobné hodnocení.